# Хаустов Павло Прокопович
Ха́устов Павло́ Про́ко́пович (2 (14) листопада 1882 або 14 листопада 1882 , Шарипово, Ачинський округd, Єнісейська губернія, Російська імперія  — 11 вересня 1949 , Київ ) — український радянський архітектор, педагог, один з перших професорів з містобудівництва.

## Біографія

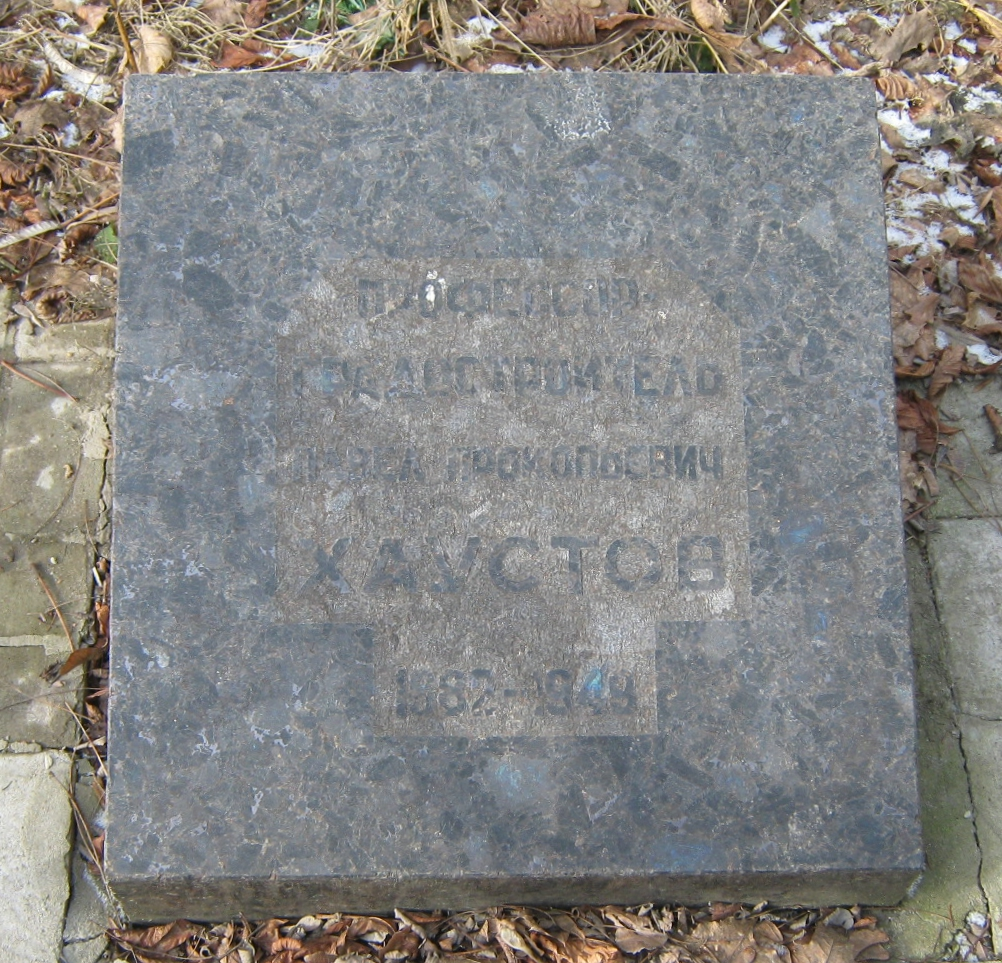
Могила Павла Хаустова

Народився 2 (14) листопада 1882 року в селі Шарипово, тепер місто Шарипово, Красноярський край, Росія. У 1906 році вступив до Томського технологічного інституту. У 1911 році переїхав до Москви, де до 1915 року навчався на інженерно-технологічному відділенні Костянтинівського інституту.
З 1919 року Хаустов очолив роботу над складанням проектного плану Києва, згодом роботу була перервано і відновлено вже в 1926 року в Київському окружному відділі комунального господарства. У 1923 році вносив конструктивні пропозиції до Київської міської ради щодо розбудови міста по типу англійських міст, де переважала котеджна забудова й життя в таких містах на думку Хаустова при кращих гігієнічних, санітарних умовах обходилось би значно дешевше, ніж у великих багатоквартирних будинках з їх хворобами та тіснотою.
У 1920-х роках викладає геодезію в Київському художньому інституті. Серед учнів були: Йосип Каракіс, Володимир Заболотний, Семен Барзилович, Петро Юрченко та ін.
У 50-річному віці майстер вирішив ще більше поповнити свої знання і закінчив Київський будівельний інститут. Він був єдиним на той час педагогом в Україні, який отримав звання — професора з питань містобудування. З 1934 по 1938 рік групою архітекторів, якою керував професор Хаустов, був розроблений генеральний план Києва. В основу плану було покладено принцип поділу міста на райони.
В Києві жив на вулиці Артема (нині вулиці Січових Стрільців), 42, кв. 17.
Помер 1949 року. Похований у Києві на Лук'янівському кладовищі (ділянка 17, ряд 15, місце 19). Надгробок — плита з чорного граніту.

## Архітектурна діяльність
Під керівництвом Хаустова розроблено генеральні плани низки міст. Серед них Запоріжжя (Велике Запоріжжя, у співпраці з І. Малозьомовим), Київ, Ясинувата, Луганськ, Біла Церква та Тирасполь. Його керівництво забезпечувало високий науковий рівень розробки генпланів. Генплану Великого Запоріжжя керівництвом держави надавалось велике значення. В 1929 році було створене спеціальне проектне бюро, а в 1930 році на його основі — «Діпромісто». Генплан міста був розроблений всього за 2,5 роки.
В Києву Хаустову належить також розробка варіанту оформлення спуску з Володимирської гірки униз до Дніпра, де мали бути споруджені широкі, монументальні сходи.
Автор багатьох праць із питань містобудування, зокрема:
- Отсутствие плана г. Киева и необходимость его составления на научных основаниях / П. Хаустов, М. Гожуло // Киевские городские известия. — 1918. — № 2-6. (рос.)
- …Великое Запорожье [Город будущего] / П. Хаустов. — [М.]: Молодая гвардия, 1930. — 32 с., ил. (рос.)
- Плянування міст / П. Хаустов, Г. Шапаровський. — Х. — К. : Укрдержтехвидав, 1931. — 90, [2] с.
- Архітектурне майбутнє Києва // Глобус. — 1934. — № 8–9. — С. 16–17 : іл.
- Контури генерального плану Києва // Будівництво. — 1934. — № 5–6. — С. 5–7 : іл..
- Проектування урядового центру УРСР у Києві // Соціалістичний Київ. — 1934. — № 9–10. — С. 11–17, 20.
- Контури майбутнього Києва: До праці про розробку генерального плану міста // Соціалістичний Київ. — 1934. — № 3–4. — С. 12–17 : іл.
- Майбутній Київ: [Про генеральну реконструкцію Києва] // Комсомолець-активіст. — 1935. — № 7–8. — С. 80–85.
- План соціалістичної перебудови [Києва] // Соціалістичний Київ. — 1936. — № 1. — С. 7–10 : іл.
- Розміщення нового житлового будівництва в Києві // Соціалістичний Київ. — 1936. — № 6. — С. 18–20 : іл.
- Новий велетень текстильної промисловості: [Будівництво потужного льнокомбінату в Києві] // Соціалістичний Київ. — 1936. — № 9. — С. 13–14.
- Генеральный план реконструкции Киева и его реализация // Социалистический город. — 1936. — № 12. — С. 19–24. (рос.)
- Будівництво 1938 р. і планування Києва [Архівовано 17 вересня 2016 у Wayback Machine.] // Архітектура Радянської України. — 1938. — № 4–5 : іл.
- Київ дворянський і Київ соціалістичний // Архітектура Радянської України. — 1938. — № 10–11 — С. 13–17 : іл.
- Пейзажна архітектура (1946) та інші.

Автор тимчасових правил, що регламентували забудову Києва.